# Max Lundgren
Max Lundgren (* 22. März 1937 in Landskrona; † 27. Mai 2005 in Malmö) war ein preisgekrönter schwedischer Kinder- und Jugendbuchschriftsteller und Drehbuchautor.
Sein bekanntestes Buch ist Pojken med guldbyxorna (dt. Der Junge mit den Goldhosen), das Grundlage für eine Fernsehserie war. Ebenfalls zu einer Fernsehserie wurde seine Bücherreihe um den Fußballclub Åshöjdens BK (dt.: "Högberg", nur der erste Band wurde ins Deutsche übersetzt).

## Werke (Auswahl mit Schwerpunkt auf Werke mit deutschen Übersetzungen)
- 1962 "Hunden som äntligen visslade"
- 1967 "Pojken med guldbyxorna" (dt. Der Junge mit den Goldhosen, 1969)
- 1967 "Åshöjdens bollklubb" (dt. Runde Sache in Högberg, 1969)
- 1968 "Åshöjden går vidare"
- 1969 "Kris i Åshöjdens BK"
- 1969 "Ole kallar mej Lise".
  - 1972 dt. Ole nennt mich Liese, Verlag Friedrich Oetinger, Hamburg, ISBN 3-7891-1949-0.
- 1971 "Sommarflickan" (dt. Der Sommer mit Brit, 1974)
- 1971 "Åshöjden i kvalet"
- 1972 "IFK Trumslagaren" (dt. Jack und Chris sind im Finale, 1975)
- 1973 "IFK Trumslagaren och Lillis"
- 1975 "IFK Trumslagaren och Chris"
- 1979 "IFK Trumslagaren och Lasse"
- 1981 "IFK Trumslagaren och Jack"
- 1990 "Roseli, älskade Rosa" (dt. Wenn du eine Kröte küsst, kriegst du Warzen auf der Nase, 1997)

## Preise
- 1967 Expressens Heffaklump
- 1968 Nils-Holgersson-Plakette
- 1991 Astrid Lindgren-Preis